# オルトギ酸トリエチル
オルトギ酸トリエチル（オルト ギさんトリエチル、英: Triethyl orthoformate）は、ギ酸のオルトエステルである。工業的には、シアン化水素とエチルアルコールから製造される。
下記のように、ナトリウムエトキシドとクロロホルムからも調製できる。
CHCl3 + 3 Na + 3 EtOH → HC(OEt)3 + 3/2 H2 + 3 NaCl
グリニャール試薬とオルトギ酸トリエチルを反応させてアルデヒドを得る、ボドロウ・チチバビンのアルデヒド合成に使用される。

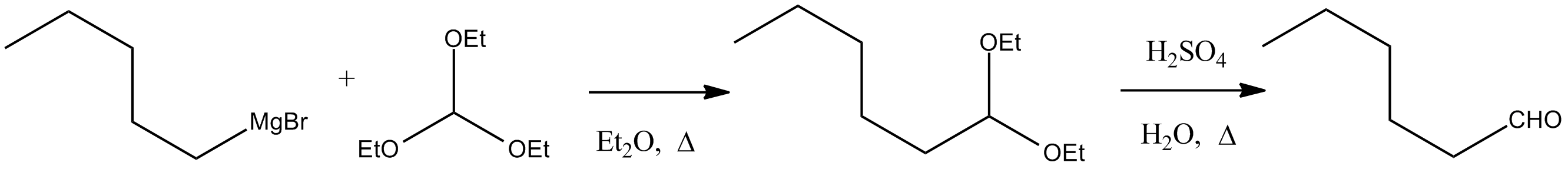
ボドロウ・チチバビンのアルデヒド合成.